# Paola Vega Rodríguez
Paola Viviana Vega Rodríguez (Hospital, San José, 22 de junio de 1986) es una politóloga y política costarricense que se desempeñó como diputada por el undécimo lugar de la provincia de San José, en la Asamblea Legislativa de Costa Rica, electa por el Partido Acción Ciudadana (PAC) para el periodo legislativo 2018-2022. Vega es conocida por sus posturas militantes a favor de la laicidad del estado, el feminismo, la eutanasia, el aborto libre y el medio ambiente.
Renunció al Partido Acción Ciudadana el 28 de septiembre del 2021 y se declaró congresista independiente. Vega se sumó a la campaña de José María Villalta del Frente Amplio.

## Biografía
Nació en el distrito metropolitano de Hospital, en el cantón central de San José, el 22 de junio de 1986. Cursó la educación primaria y secundaria en el Colegio Nuestra Señora del Pilar, en el distrito de Escazú, en el cantón de Escazú. Posteriormente, ingresa a la Universidad de Costa Rica (UCR) donde se gradúa como licenciada en Ciencias Políticas, en el 2008. Tiempo después, en el 2018, Vega obtiene un título de maestría en Gestión Ambiental y Desarrollo Local, en el Instituto Centroamericano de Administración Pública (ICAP).

### Carrera política
Después de ingresar a la Universidad de Costa Rica, entre 2004 y 2005 Vega pasó a desempeñarse como vicepresidenta de la Asociación de Estudiantes de Estudios Generales de la universidad. Entre 2005 y 2006, se desempeñó como asistente de proyectos de la Asociación para la Conservación de los Cerros de Escazú. 
Seguidamente, también en 2006, Vega se convirtió en militante del Partido Acción Ciudadana (PAC), y posteriormente comenzó a desempeñarse como representante de Juventudes PAC ante la fracción legislativa del Partido. En ese mismo año, comenzó también a laborar como asesora ad honorem de la diputada Elizabeth Fonseca Corrales. En 2007, comenzó a desempeñarse como representante ante la Asamblea Nacional de la Persona Joven (ANPJ) y como investigadora para la  Comisión Nacional del Mejoramiento de la Administración de la Justicia, sobre la temática de acceso a la justicia para población migrante y refugiada en Costa Rica, y además se postuló como candidata a Síndica Propietaria para el distrito de San Antonio de Escazú en las Elecciones Municipales. Entre 2007 y 2008 trabajó como asistente de despacho del diputado José Joaquín Salazar Rojas.
En 2008, Vega comenzó a laborar como coordinadora del módulo Reforma Democrática del Sistema Político del programa formativo Agentes de Cambio, de la Fundación Friedrich Ebert, hasta 2009. También en este periodo se desempeñó como asesora del grupo de asesores de la fracción área de Acción Ciudadana en la Asamblea Legislativa. En este año también inició labores como secretaria cantonal del PAC en el cantón de Escazú. Entre 2009 y 2010 se desempeñó como asistente del diputado Sergio Alfaro Salas, y además, hasta 2013, integró la Asamblea Nacional del Partido Acción Ciudadana.
Entre 2010 y 2014, inició a laborar como asesora en el grupo de asesores de la fracción legislativa del PAC. En 2011 se desempeñó como consultora para la Federación Conservacionista de Costa Rica (FECON) y también como integrante de la Comisión Organizadora del II Congreso Ciudadano del PAC. Seguidamente, en 2012, Vega comenzó labores como secretaria de la Secretaría Técnica de la Comisión Interparlamentaria de Medio Ambiente y Cambio Clima del Foro de Presidentes Parlamentarios FOPREL y también como representante de Juventudes PAC ante la Comisión Política del Partido. A partir de 2013, y hasta 2017, se desempeñó como integrante de la Comisión Política del Partido.
En octubre de 2013, Vega fue elegida candidata a diputada por el sexto lugar de la provincia de San José para las elecciones de ese año, elección en la cual ganaría su partido con el candidato Luis Guillermo Solís, sin embargo, no quedaría electa. En 2014, y hasta 2017, fungió como asesora del Ministro de Ambiente y Energía.
En 2017, comenzó a desempeñarse como coordinadora nacional del Plan de Gobierno de su partido para la administración 2018-2022. Seguidamente, en el mes de septiembre, fue elegida como candidata a diputada por el tercer lugar de la provincia de San José para las elecciones de 2018, elección en la cual también ganaría su partido con el candidato Carlos Alvarado Quesada, así como ella. Dentro de la Asamblea Legislativa, Paola integró comisiones como Asuntos Económicos, Gasto Público y Ambiente.